# هفت سدیری

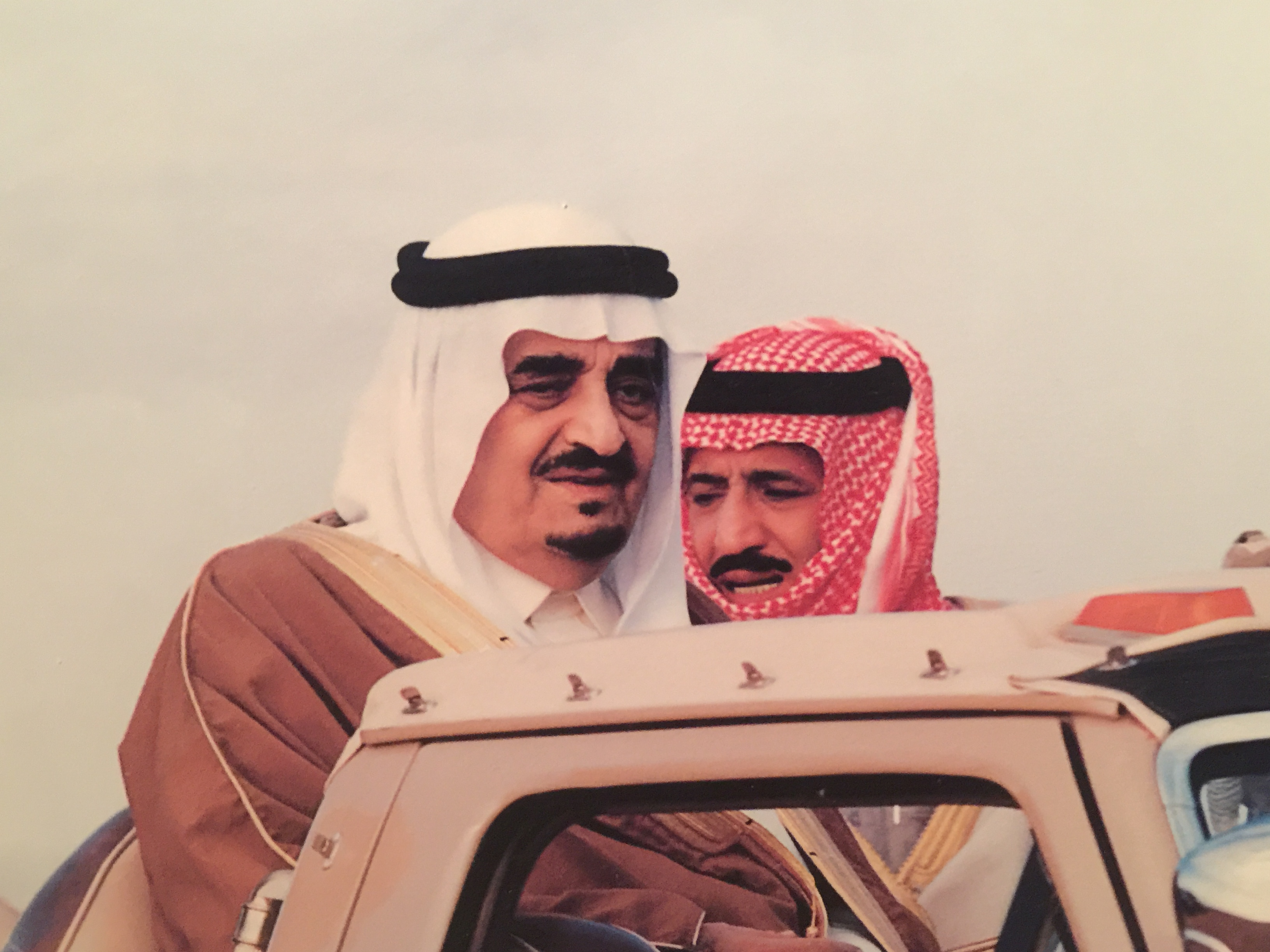
ملک فهد(سمت چپ) و برادرش ملک سلمان(سمت راست) در نمایشگاه الجنادریه

هفت سُدَیری (به عربی: السدیریون السبعة یا عشیرة السدیری) به هفت برادر تنی از فرزندان ملک عبدالعزیز آل سعود، پادشاه عربستان و همسر او حصه دختر احمد السدیری گفته می‌شود. این هفت تن به نام آل فهد هم نامــــــوَر هستند كه دو تن از آنها به پادشاهی رسيدند.
از زمان به پادشاهی رسیدن ملک فهد در سال ۱۹۸۲، هفت سدیری تبدیل به نیرومندترین ائتلاف در خاندان حاکم سعودی‌ها شده‌اند.

## سُدیری‌ها
1. ملک فهد بن عبدالعزیز پنجمین پادشاه عربستان. مرگ ۱ اوت ۲۰۰۵
2. امیر سلطان بن عبدالعزیز. ولیعهد سابق و وزیر دفاع. مرگ ۲۲ اکتبر ۲۰۱۱
3. امیر نایف بن عبدالعزیز. وزیر کشور و ولیعهد سابق. مرگ ۱۶ ژوئن ۲۰۱۲
4. امیر عبدالرحمن بن عبدالعزیز. نایب‌وزیر دفاع. مرگ ۱۳ ژوئیه ۲۰۱۷
5. امیر ترکی بن عبدالعزیز. نایب‌وزیر دفاع. مرگ ۱۱ نوامبر ۲۰۱۶
6. ملک سلمان بن عبدالعزیز. پادشاه کنونی عربستان .
7. امیر احمد بن عبدالعزیز. نایب‌ وزیر سابق عربستان .

هم اکنون از هفت سدیری تنها سلمان و احمد زنده هستند .